# Artediellina antilope
Artediellina antilope – gatunek morskiej ryby skorpenokształtnej (Scorpaeniformes) z rodziny głowaczowatych (Cottidae), jedyny przedstawiciel rodzaju Artediellina. Występuje w Morzu Ochockim na głębokościach 300–615 m.